# Грегуровець (Светі-Петар-Ореховець)
46°02′ пн. ш. 16°27′ сх. д. / 46.03° пн. ш. 16.45° сх. д.
Грегуровець (хорв. Gregurovec) — населений пункт у Хорватії, у Копривницько-Крижевецькій жупанії у складі громади Светі-Петар-Ореховець.

## Населення
Населення за даними перепису 2011 року становило 233 осіб.
Динаміка чисельності населення поселення: